# Saison 2011 de l'équipe cycliste Saxo Bank-Sungard
La saison 2011 de l'équipe cycliste Saxo Bank-Sungard est la onzième de l'équipe. Elle débute en janvier sur le Tour Down Under et se termine en octobre sur la Japan Cup.
En tant qu'équipe ProTour, l'équipe participe à l'ensemble du calendrier de l'UCI World Tour.

## Préparation de la saison 2011

### Arrivées et départs
| Arrivées                 | Équipe 2010                     |
| ------------------------ | ------------------------------- |
| Manuele Boaro            | Trevigiani Dynamon Bottoli      |
| Mads Christensen         | Glud & Marstrand-LRØ Rådgivning |
| Alberto Contador         | Astana                          |
| Volodymyr Gustov         | Cervélo Test                    |
| Jesús Hernández Blázquez | Astana                          |
| Rafał Majka              | Petroli Firenze                 |
| Daniel Navarro           | Astana                          |
| Benjamín Noval           | Astana                          |
| Nick Nuyens              | Rabobank                        |
| Luke Roberts             | Milram                          |
| David Tanner             | Fly V Australia                 |
| Matteo Tosatto           | Quick Step                      |
| Brian Vandborg           | Liquigas-Doimo                  |

| Départs           | Équipe 2011  |
| ----------------- | ------------ |
| Matti Breschel    | Rabobank     |
| Fabian Cancellara | Leopard-Trek |
| Jakob Fuglsang    | Leopard-Trek |
| Frank Høj         | retraite     |
| Dominic Klemme    | Leopard-Trek |
| Anders Lund       | Leopard-Trek |
| Stuart O'Grady    | Leopard-Trek |
| Alex Rasmussen    | HTC-Highroad |
| Andy Schleck      | Leopard-Trek |
| Fränk Schleck     | Leopard-Trek |
| Jens Voigt        | Leopard-Trek |

## Déroulement de la saison

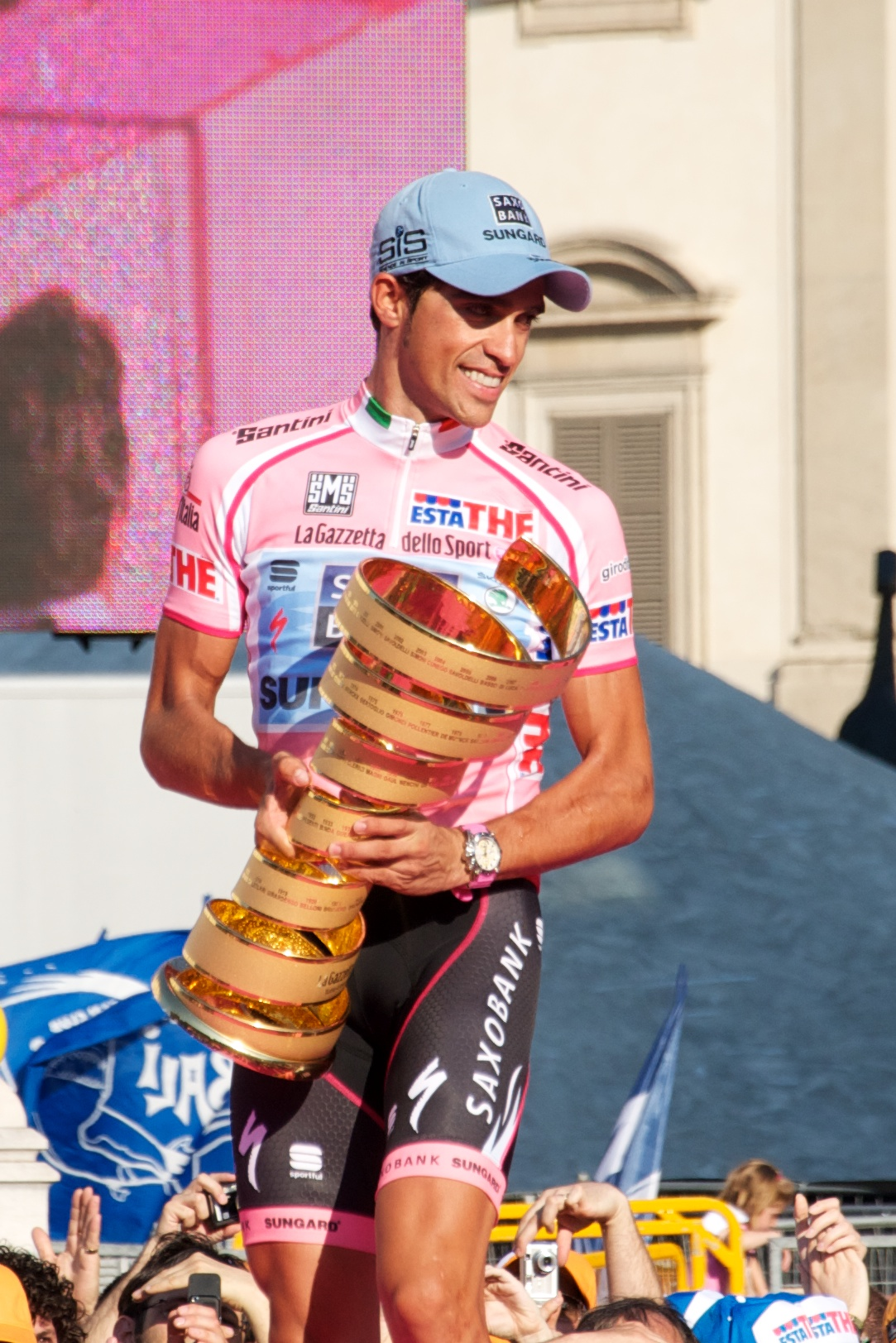
Alberto Contador célèbre sa victoire du Tour d'Italie 2011 sur la piazza del Duomo à Milan avec le maillot rose et la coupe.

Après l'annonce du départ de huit coureurs vers Leopard-Trek dont les leaders Fränk Schleck, Andy Schleck et Fabian Cancellara, il s'impose que l'équipe en trouve de nouveaux et les remplace au plus vite. Pour ce faire, Bjarne Riis recrute le triple vainqueur du Tour de France, Alberto Contador ainsi que trois compatriotes espagnols, à savoir Jesús Hernández Blázquez, Daniel Navarro et Benjamín Noval en provenance d'Astana. Ayant également perdu Matti Breschel, Dominic Klemme, Frank Høj, Stuart O'Grady en plus de Cancellara,, l'équipe se voit fortement affaiblie pour la campagne de classiques pavées, et c'est pourquoi Nick Nuyens et Matteo Tosatto viennent renforcer les rangs,. Riis fait également appel à deux anciens de la maison, Volodymyr Gustov et Brian Vandborg, déjà passés chez CSC se rajoutent à la longue liste des arrivées. Il offre une nouvelle chance à Mads Christensen d'évoluer au plus haut niveau, après son échec à la Quick Step et un retour à l'échelon continental. Enfin, Saxo Bank-SunGard mise également sur la jeunesse, en signant David Tanner et le néo-professionnel Manuele Boaro.

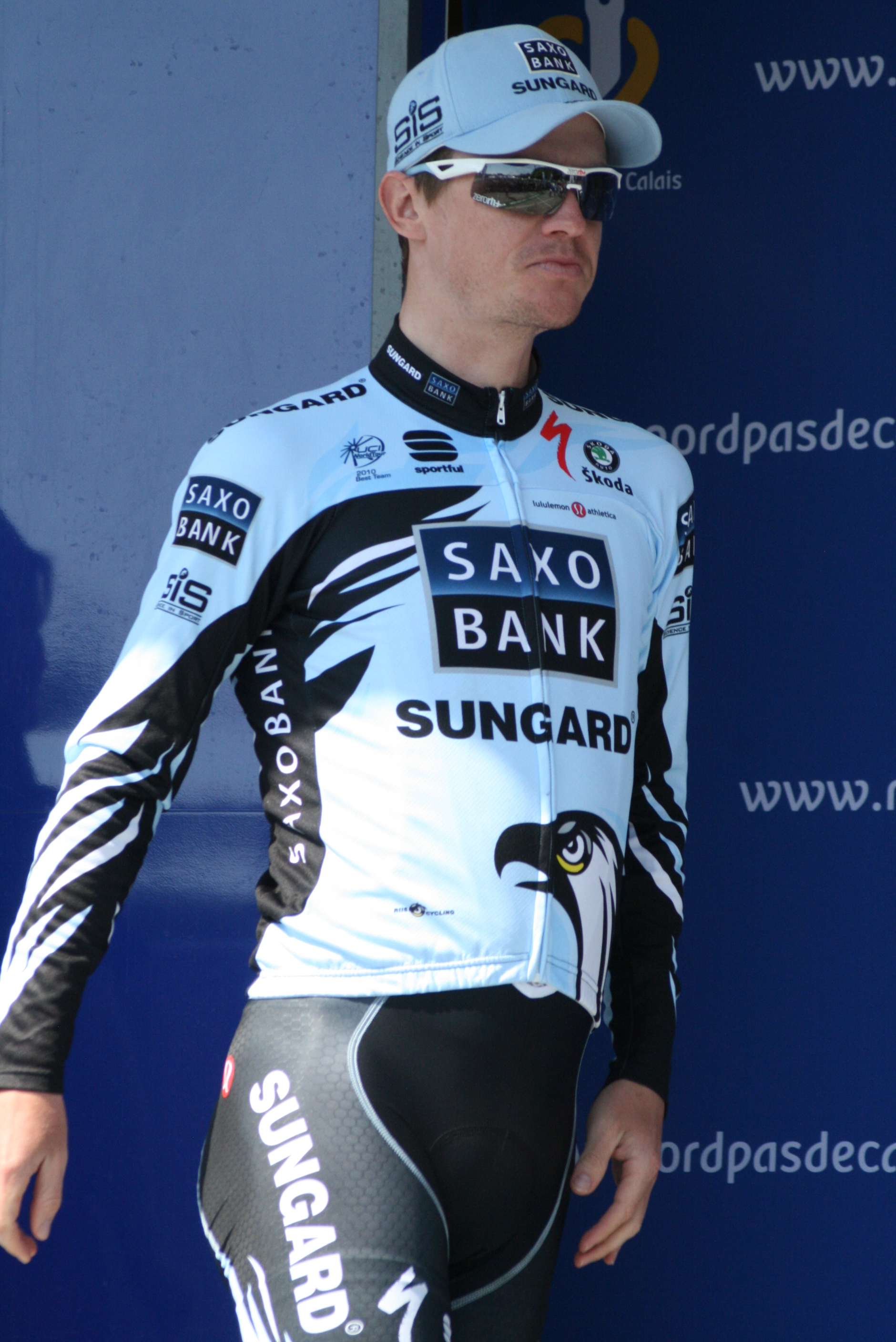
Nick Nuyens est l'atout majeur des classiques du début de saison

L'équipe composée de 25 coureurs se prépare pour la nouvelle saison lors d'un camp d'entraînement à Fuerteventura, où les coureurs apprennent à se connaître et effectuent diverses activités en plus du cyclisme. Alberto Contador, contrôlé positif au clenbuterol en septembre dernier voit sa participation au prochain Tour de France incertaine et décide de prendre part au Tour d'Italie, ce qui, selon Riis, pourrait le handicaper au niveau de la fatigue pour une éventuelle victoire sur la Grande Boucle tellement le parcours est exigeant.
Début février, Rafał Majka, qui a convaincu Bjarne Riis lors du camp d'entraînement à Majorque et Luke Roberts, libre de tout contrat depuis la dissolution de l'équipe Milram signent à leur tour, portant le nombre d'arrivées à 13.
Malgré les controverses qui planent autour de lui, Contador reprend la saison au Tour de l'Algarve, qu'il termine à la 4e place. Mais un mois plus tard, c'est bien lui qui offre la première victoire de la saison pour l'équipe au Tour de Murcie, durant lequel il remporte deux étapes et le classement général,. Juan José Haedo gagne la première course World Tour lors d'un sprint massif à Tirreno-Adriatico. L'équipe continue son excellent mois de mars, avec l'entame des classiques et la victoire de Nick Nuyens à À travers les Flandres, le même jour que celle de Contador au Tour de Catalogne,. Ce dernier réussi à garder son maillot pour à nouveau remporter le classement général,. Nuyens réalise l'exploit de décrocher le Tour des Flandres au sprint devant Sylvain Chavanel et le favori Cancellara. Le Tour d'Italie a lieu en mai, avec Contador comme principal favori. L'Espagnol endosse le maillot rose au terme de la neuvième étape qui se termine au sommet de l'Etna. Il remporte également le contre-la-montre en côte de Nevegal,. Il s'impose au classement final avec une avance de plus de six minutes sur son dauphin au classement général, Michele Scarponi,.
L'équipe se fait ensuite plus discrète, notamment lors des championnats nationaux, où seuls Nicki Sørensen (Danemark, course en ligne) et Gustav Larsson (Suède, contre-la-montre) s'imposent. Fin juin, Bjarne Riis annonce que le sponsoring de Saxo Bank continuera en 2012. Après un bon Critérium du Dauphiné de Chris Anker Sørensen, la sélection pour le Tour de France révèle les absences des pressentis Gustav Larsson, Baden Cooke et Juan José Haedo et la surprise Richie Porte, déjà partant au Tour d'Italie. Malgré le Giro dans les jambes, Contador reste le favori de l'épreuve. Celle-ci débute pourtant mal, avec une perte de plus d'une minute sur ses principaux adversaires dans la première semaine. Contador se montre incapable de remonter au classement et perd toute chance de victoire lors de l'étape du col du Galibier. Malgré une tentative d'échappée le lendemain lors de l'étape de l'Alpe d'Huez, il termine le Tour en cinquième position, sans gagner la moindre étape,.
Début août, le coureur israélien Ran Margaliot rejoint l'équipe en tant que stagiaire jusqu'à la fin de la saison. Après le Tour, Richie Porte remporte une étape du Tour du Danemark et Michael Mørkøv est troisième du classement général. Juan José Haedo remporte une étape du Tour d'Espagne. Chris Anker Sørensen est le coureur le mieux placé de l'équipe sur cette Vuelta avec sa douzième place au classement final. La dernière victoire de la saison est obtenue mi-septembre en France lors du Grand Prix d'Isbergues et elle est l’œuvre de Jonas Aaen Jørgensen. Alberto Contador termine finalement à la troisième place du classement individuel de l'UCI World Tour 2011 et l'équipe Saxo Bank-Sungard à la neuvième place du classement par équipes. Le 6 février 2012, le tribunal arbitral du sport suspend Alberto Contador pour 2 ans à compter du début de sa suspension provisoire en 2010, et le déclasse de l'intégralité des courses courues en 2011, annulant ainsi la moitié des victoires de l'équipe.
Durant la saison, des rumeurs issus de la presse traitant d'une possible fusion entre l'équipe Saxo Bank-Sungard et l'équipe Astana sont émises à plusieurs reprises par des journaux différents. Cette idée est démentie dès la parution de ces rumeurs. En fin de saison, Saxo Bank-Sungard ne se rapproche pas d'une autre équipe.

## Coureurs et encadrement technique

### Effectif

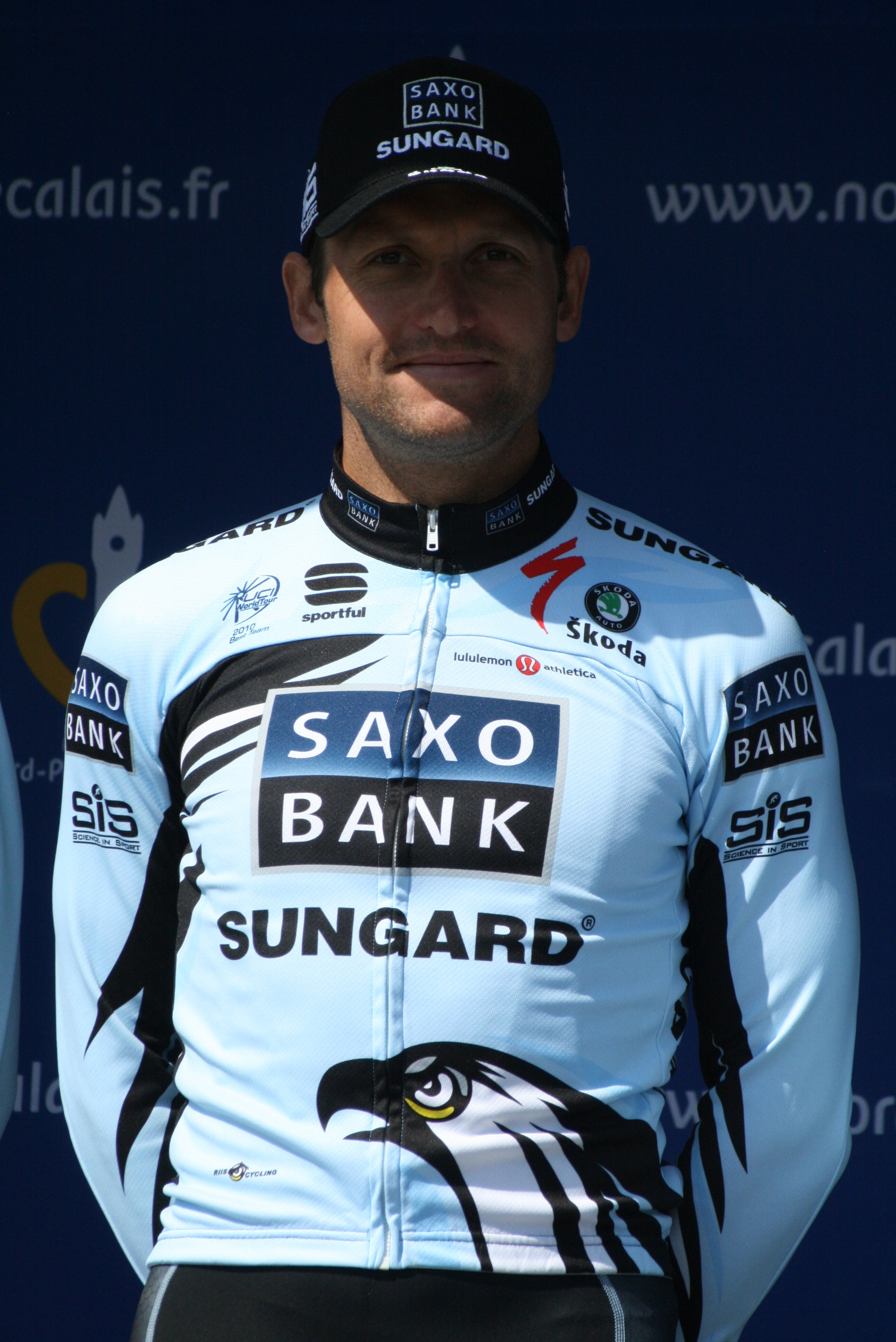
Luke Roberts.

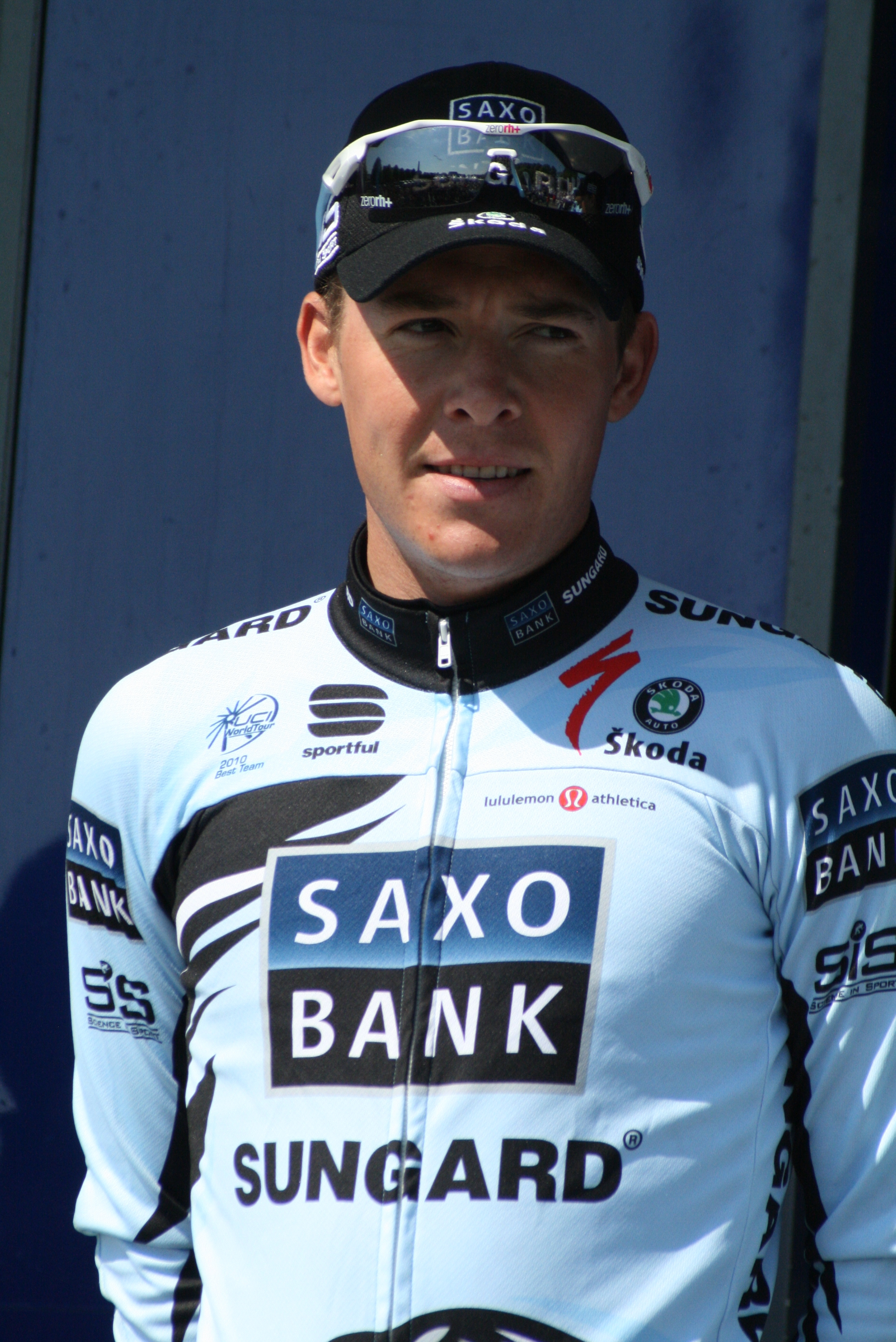
Jonas Aaen Jørgensen.

Pour la saison 2011, la Saxo Bank compte 27 coureurs, dont 8 Danois. Elle enregistre 13 nouvelles arrivées, dont celle d'Alberto Contador.
| Cycliste                 | Date de naissance | Nationalité | Équipe 2010                     |
| ------------------------ | ----------------- | ----------- | ------------------------------- |
| Jonathan Bellis          | 16 août 1988      | Royaume-Uni | Saxo Bank                       |
| Manuele Boaro            | 12 mars 1987      | Italie      | Trevigiani Dynamon Bottoli      |
| Mads Christensen         | 6 avril 1984      | Danemark    | Glud & Marstrand-LRØ Rådgivning |
| Alberto Contador         | 6 décembre 1982   | Espagne     | Astana                          |
| Baden Cooke              | 12 octobre 1978   | Australie   | Saxo Bank                       |
| Laurent Didier           | 19 juillet 1984   | Luxembourg  | Saxo Bank                       |
| Volodymyr Gustov         | 15 février 1977   | Ukraine     | Cervélo Test                    |
| Lucas Sebastián Haedo    | 18 avril 1983     | Argentine   | Saxo Bank                       |
| Juan José Haedo          | 26 janvier 1981   | Argentine   | Saxo Bank                       |
| Jesús Hernández Blázquez | 28 septembre 1981 | Espagne     | Astana                          |
| Jonas Aaen Jørgensen     | 20 avril 1986     | Danemark    | Saxo Bank                       |
| Kasper Klostergaard      | 22 mai 1983       | Danemark    | Saxo Bank                       |
| Gustav Larsson           | 20 septembre 1980 | Suède       | Saxo Bank                       |
| Rafał Majka              | 12 septembre 1989 | Pologne     | Petroli Firenze                 |
| Jarosław Marycz          | 17 avril 1987     | Pologne     | Saxo Bank                       |
| Michael Mørkøv           | 30 avril 1985     | Danemark    | Saxo Bank                       |
| Daniel Navarro           | 18 juillet 1983   | Espagne     | Astana                          |
| Benjamín Noval           | 23 janvier 1979   | Espagne     | Astana                          |
| Nick Nuyens              | 5 mai 1980        | Belgique    | Rabobank                        |
| Richie Porte             | 30 janvier 1985   | Australie   | Saxo Bank                       |
| Luke Roberts             | 25 janvier 1977   | Australie   | Milram                          |
| Chris Anker Sørensen     | 5 septembre 1984  | Danemark    | Saxo Bank                       |
| Nicki Sørensen           | 14 mai 1975       | Danemark    | Saxo Bank                       |
| André Steensen           | 12 octobre 1987   | Danemark    | Saxo Bank                       |
| David Tanner             | 30 septembre 1984 | Australie   | Fly V Australia                 |
| Matteo Tosatto           | 14 mai 1974       | Italie      | Quick Step                      |
| Brian Vandborg           | 4 décembre 1981   | Danemark    | Liquigas-Doimo                  |
| Stagiaire                | Date de naissance | Nationalité | Équipe 2011                     |
| Ran Margaliot            | 18 juillet 1988   | Israël      |                                 |

## Bilan de la saison

### Victoires
| Date       | Course                                   | Pays     | Classe | Vainqueur            |
| ---------- | ---------------------------------------- | -------- | ------ | -------------------- |
| 11/03/2011 | 3e étape de Tirreno-Adriatico            | Italie   | WT     | Juan José Haedo      |
| 23/03/2011 | À travers les Flandres                   | Belgique | 1.1    | Nick Nuyens          |
| 03/04/2011 | Tour des Flandres                        | Belgique | WT     | Nick Nuyens          |
| 16/04/2011 | 4e étape du Tour de Castille-et-León     | Espagne  | 2.1    | Richie Porte,        |
| 17/06/2011 | 3e étape du Ster ZLM Toer                | Pays-Bas | 2.1    | Juan José Haedo      |
| 22/06/2011 | Championnat de Suède du contre-la-montre | Suède    | CN     | Gustav Larsson       |
| 26/06/2011 | Championnat du Danemark sur route        | Danemark | CN     | Nicki Sørensen       |
| 06/08/2011 | 5e étape du Tour du Danemark             | Danemark | 2.HC   | Richie Porte         |
| 06/09/2011 | 16e étape du Tour d'Espagne              | Espagne  | WT     | Juan José Haedo      |
| 18/09/2011 | Grand Prix d'Isbergues                   | France   | 1.1    | Jonas Aaen Jørgensen |

### Victoires d'Alberto Contador retirées par le Tribunal arbitral du sport
| Date       | Course                                  | Pays    | Classe | Vainqueur        |
| ---------- | --------------------------------------- | ------- | ------ | ---------------- |
| 05/03/2011 | 2e étape du Tour de Murcie              | Espagne | 2.1    | Alberto Contador |
| 06/03/2011 | 3e étape du Tour de Murcie              | Espagne | 2.1    | Alberto Contador |
| 06/03/2011 | Classement général du Tour de Murcie    | Espagne | 2.1    | Alberto Contador |
| 23/03/2011 | 3e étape du Tour de Catalogne           | Espagne | WT     | Alberto Contador |
| 27/03/2011 | Classement général du Tour de Catalogne | Espagne | WT     | Alberto Contador |
| 16/04/2011 | 4e étape du Tour de Castille-et-León    | Espagne | 2.1    | Alberto Contador |
| 15/05/2011 | 9e étape du Tour d'Italie               | Italie  | WT     | Alberto Contador |
| 24/05/2011 | 16e étape du Tour d'Italie              | Italie  | WT     | Alberto Contador |
| 29/05/2011 | Classement général du Tour d'Italie     | Italie  | WT     | Alberto Contador |

### Résultats sur les courses majeures
Les tableaux suivants représentent les résultats de l'équipe dans les principales courses du calendrier international (les cinq classiques majeures et les trois grands tours). Pour chaque épreuve est indiqué le meilleur coureur de l'équipe, son classement ainsi que les accessits glanés par Saxo Bank-Sungard sur les courses de trois semaines.

#### Classiques
| Classique            | Milan-San Remo       | Tour des Flandres | Paris-Roubaix     | Liège-Bastogne-Liège      | Tour de Lombardie |
| -------------------- | -------------------- | ----------------- | ----------------- | ------------------------- | ----------------- |
| Coureur (classement) | Matteo Tosatto (21e) | Nick Nuyens (1er) | Baden Cooke (22e) | Chris Anker Sørensen (6e) | Rafał Majka (26e) |

#### Grands tours
| Grand tour           | Tour d'Italie                  | Tour de France             | Tour d'Espagne                       |
| -------------------- | ------------------------------ | -------------------------- | ------------------------------------ |
| Coureur (classement) | Jesús Hernández Blázquez (28e) | Chris Anker Sørensen (37e) | Chris Anker Sørensen (12e)           |
| Accessits            |                                |                            | 1 victoire d'étape (Juan José Haedo) |

### Classement UCI
L'équipe Saxo Bank-Sungard termine initialement à la neuvième place du World Tour avec 696 points, mais à la suite de la suspension d'Alberto Contador, l'équipe est reclassée en dix-huitième place avec 228 points. Ce total est obtenu par l'addition des points des cinq meilleurs coureurs de l'équipe au classement individuel que sont Nick Nuyens, 44e avec 101 points, Chris Anker Sørensen, 59e avec 80 points, Juan José Haedo, 101e avec 34 points, Richie Porte, 150e avec 10 points, et Baden Cooke, 187e avec 3 points,.
| Rang | Coureur              | Points |
| ---- | -------------------- | ------ |
| 44   | Nick Nuyens          | 101    |
| 59   | Chris Anker Sørensen | 80     |
| 101  | Juan José Haedo      | 34     |
| 150  | Richie Porte         | 10     |
| 187  | Baden Cooke          | 3      |
| 198  | Jonas Aaen Jørgensen | 2      |
| 211  | Gustav Larsson       | 1      |